# Chorotis
Chorotis é uma cidade da Argentina, localizada na província de Chaco.